# الدوري التونسي لكرة اليد 2003–04
الدوري التونسي لكرة اليد 2003-2004 هو الدورة 49 من الدوري التونسي لكرة اليد للرجال.
فاز بهذا الموسم الترجي الرياضي التونسي.

## روابط خارجية
- الموقع الرسمي للجامعة التونسية لكرة اليد.